# Cadmium
« Cadmié » redirige ici. Ne pas confondre avec Cadmée.
Le cadmium est l'élément chimique de numéro atomique 48, de symbole Cd. Le corps simple cadmium est un métal.
Un alliage contenant du cadmium ou un objet recouvert d'une fine couche de cadmium (métal) est dit cadmié.

## Généralités et histoire de la découverte du cadmium
Le cadmium est un élément du groupe 12 et de la période 5. Stricto sensu, c'est un métal pauvre, qui ne répond pas à la définition des éléments de transition par l'IUPAC ; en pratique cependant, il est très souvent assimilé aux métaux de transition dans les manuels et de très nombreux ouvrages. Il fait partie du « groupe du zinc », ou groupe IIB, qui comprend, par numéro atomique croissant, 30Zn, 48Cd et 80Hg, éléments caractérisés par deux électrons sur la sous-couche s au-delà d'une sous-couche d complète. La configuration électronique du cadmium est [Kr] 4d10 5s2. Zinc et cadmium sont des métaux électropositifs assez semblables.

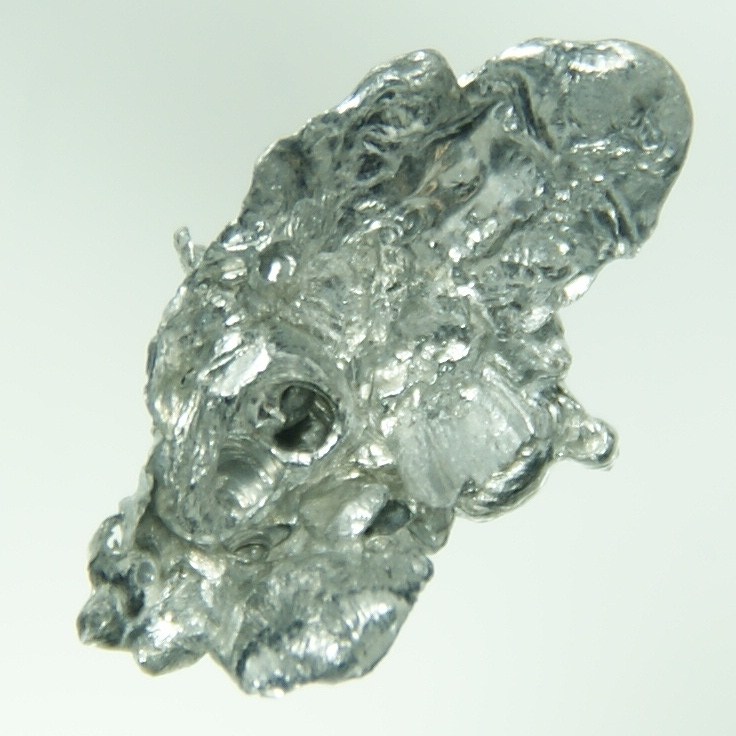
Pièce de cadmium centimétrique.

L'élément a été découvert en pionnier vers 1809 par le chimiste suédois Magnus Martin af Pontin (de) ou Magnus Martin Pontin (de), grâce aux premières études d'électrochimie. Mais l'élément a été redécouvert dans le cadre de la chimie minérale classique : il est dénommé en allemand « das Cadmium » ou « das Kadmium » définitivement en 1817 par le professeur de chimie analytique de l'université de Goettingen Friedrich Stromeyer qui prépare le corps simple, métal mou et blanc, pour la première fois à partir de carbonate de zinc ZnCO3 impur, couvert de taches jaunâtres. Ces travaux concernant la chimie de l'élément cadmium sont confirmés dès 1818 par les travaux de trois chimistes allemands, le pharmacien-chimiste et industriel Carl Hermann à partir des oxydes de zinc, Karl Johann Bernhard Karsten et Paul Meissner ou Paul Traugott Meißner (de) pour confirmer, de façon indépendante, la première hypothèse savante.

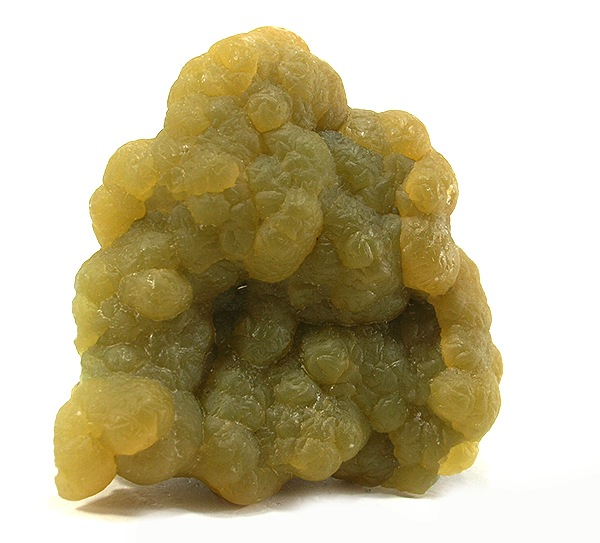
Smithsonite jaunâtre contenant du cadmium.

Le mot cadmium vient du latin médiéval cadmia ou du gréco-latin kadmeia, ancien nom donné au carbonate de zinc, avant la dénomination définitive de smithsonite, attribuée en 1832 par François Sulpice Beudant. Les mineurs des environs de la cité antique de Thèbes extrayaient déjà ce minerai pour fabriquer divers « laitons » et « bronzes ». Rappelons que la cité thébaine en Béotie est fondée selon la légende par le guerrier étranger Cadmos ou Cadmus, dont la citadelle et le royaume portent ainsi le nom de Kadmeia, en français Cadmée.
Ce nom est donc apparenté par sa racine à celui du mélange dénommé « calamine », mais aussi du minéral défini calamine. Le terme gréco-latin cadmia désignait en Europe à la fois tous les types de minerais de zinc oxydé, que sont les calamines décrites de manière érudite, et dans la tradition technique, les cadmia fornacum ou cadmies, ces dépôts de poussières et d'oxydes métalliques, formés sur les parois des fours métallurgiques. Par exemple, dans le dictionnaire Larousse du XXe siècle paru après 1920, la cadmie désigne en premier lieu le résidu qui s'attache au paroi du gueulard des hauts-fourneaux, et dans une autre dénomination qualifié par l'adverbe autrefois, correspond à la calamine, au sens de minéral défini et/ou de roche minerai, c'est-à-dire en rapport avec le corps « carbonate de cadmium » qui à l'état pur, se nomme smithsonite. L'adjectif « cadmique » mentionne ce qui a rapport au cadmium (élément ou corps simple), ou qualifie ce qui contient du cadmium.
L'interprétation commune que le cadmium provient du mot « cadmie », parfois pris au sens de dépôt résiduel, se fonde sur ce que le cadmium métal produit par l'industrie en Haute-Silésie dès 1852 provenait de la réduction des poussières zincifères et cadmifères, autrement dit des cadmies, recueillies dans les allonges des cornues jouant le rôle de creusets horizontaux des fours à zinc, le métal cadmium étant obtenu finalement par une distillation garantissant le moins d'impuretés possibles. Ce procédé s'est répandu dans le monde jusqu'à sa disparition vers 1920.
Le cadmium est un élément toxique (notamment responsable de la maladie Itai-itai) et écotoxique, parmi les plus problématiques sur le plan de la santé environnementale parmi les éléments traces métalliques et métaux lourds. Des analyses géostatistiques ont montré que dans certaines régions du monde, dont la France, certains sols (sédimentaires marins) présentent naturellement une teneur élevée en cadmium (avec des risques de contamination de végétaux ou d'animaux et de l'eau). Certains engrais (phosphatés) sont la source la plus fréquente de contamination des sols dont en Europe.

## Isotopes
Le cadmium possède 38 isotopes connus, de nombre de masse variant entre 95 et 132, et 12 isomères nucléaires. Parmi ces isotopes, six sont stables, 106Cd, 108Cd, 110Cd, 111Cd, 112Cd et 114Cd, et constituent avec deux radionucléides primordiaux, 113Cd et 116Cd la totalité du cadmium naturel. Le plus abondant est 114Cd (28,73 % du cadmium naturel) et le moins abondant 108Cd (0,89 %). On soupçonne 106Cd, 108Cd et 114Cd d'être radioactifs, avec des demi-vies de l'ordre de dix millions de fois l'âge de l'univers ou même supérieures, mais leur désintégration n'a pour l'instant jamais été observée. On attribue au cadmium une masse atomique standard de 112,411(8) u.

## Occurrences dans les milieux naturels, minéralogie et géologie, gîtes et gisements
Le cadmium est un élément relativement rare.
Le clarke s'élève à 0,15 g/t.
Le cadmium existe très rarement à l'état natif. Le cadmium natif n'a été découvert, par des géologues russes dans les trapps de Sibérie orientale, qu'en 1979.
Le cadmium est souvent associé au zinc, au cuivre et au plomb dans les minerais.

### Gisements
Les minerais assez rares, comme très souvent mêlés à la blende, la greenockite CdSβ contenant potentiellement 77,8 % ou l'otavite ou carbonate naturel de cadmium, restent en pratique inexploités ou peu exploitables, car le cadmium est présent dans presque tous les minerais de zinc (la teneur en cadmium varie de 0,01 % à 0,05 %). Le cadmium métal est obtenu industriellement comme sous-produit de la métallurgie du zinc, à partir des poussières mêlées au gaz de grillage des minerais sulfurés comme les blendes ZnS, mais aussi parfois du cuivre et du plomb. Il est aussi récupéré à partir des lessives de la production électrolytique du zinc.
Sa production dépend de celle du zinc, dans une proportion variable de 1,8 à 6 kg de cadmium/tonne de Zn élaboré (3 kg/t de zinc en moyenne).
Le cadmium est également présent dans des minerais de plomb et de cuivre, ainsi que dans des phosphates naturels (34 ppm pour les phosphates jordaniens, 380 ppm pour les phosphates tunisiens).

## Propriétés physiques et chimiques, préparation du corps simple, alliages

### Propriétés physiques
Le corps simple cadmium est un métal blanc argent brillant, légèrement bleuté, tendre et mou, très malléable et ductile, avec un éclat blanc d'étain. Il est plus mou que le zinc et l'étain. Son réseau hexagonal compact est déformé par allongement, expliquant une anisotropie des propriétés cristallines. Le métal cadmium se courbe facilement, il crisse à la flexion. Il graisse les limes. Frotté sur le papier, il laisse une trace grise.
La résistivité électrique du cadmium est quatre fois plus élevée que celle du cuivre.
Exposé à l'air, il perd son éclat. Avec le temps il ternit au contact de l'air. Il est peu altéré à l'air humide. Il est insoluble dans l'eau et les bases. L'eau pure est sans action, même à ébullition.
Le cadmium est un métal blanc argenté ayant des propriétés physiques proches de celle du zinc.
Sa masse molaire atomique est de 112,4 g/mol.
Sa masse spécifique est de 8 650 kg/m3. Son coefficient de dilatation linéaire est de l'ordre de 30,6 × 10−6. Par écrouissage, sa densité apparente peut passer de 8,6 à 8,69, et sa dureté Mohs se stabilise à 2.
Il est ductile (capacité à l’étirement), malléable (capacité à la mise en forme) et résiste à la corrosion atmosphérique, ce qui en fait un revêtement de protection pour les métaux ferreux. C'est pourquoi il est employé dans les revêtements galvanoplastiques, par exemple le cadmiage des aciers pour la protection en milieu eau de mer. C'est ainsi un métal d'électro-galvanisation, le revêtement protecteur de l'acier pouvant être un dépôt par voie électrolytique.
Le corps simple métal cadmium est plus volatil que le zinc. Il fond à 320,9 °C et bout vers 767 °C à une pression d'une atmosphère. Lors de l'ébullition du cadmium, il se dégage des vapeurs jaunes, orange ou jaune orangé, à la fois toxiques et suffocantes. Sa densité de vapeur avoisinerait 3,94 selon Henri Sainte-Claire Deville et sa pression de vapeur est importante dès 400 °C. Refroidie lentement, cette matière à l'état de vapeur cristallise en octaèdres réguliers.
Une lampe à vapeur de cadmium (Cd confiné sous vide) éclaire fortement, mais avec une couleur de base bleu-vert à l'équilibre.

### Propriétés chimiques
Les propriétés chimiques du cadmium sont semblables à celles du zinc.
Le cadmium est chalcophile. Il réagit directement avec le corps simple soufre. Le test classique est la précipitation du sulfure de cadmium jaune par le gaz sulfure d'hydrogène ou divers autres sulfures alcalins.
Cd métal solide + H2S gaz hygrogène sulfuré → H2 gaz + CdS poudre solide jaune 
Il s'oxyde très peu à la température ambiante et chauffé, il brûle avec une flamme orange dans l'air en donnant une fumée brune toxique, qui apparaît être de l'oxyde anhydre jaune brun CdO, insoluble dans un excès d'hydroxyde de sodium. La réaction est exothermique :
2 Cd métal solide + O2 gaz oxygène de l'air → 2 CdO solide jaune brun avec {\displaystyle \Delta H} = −513 kJ/mol

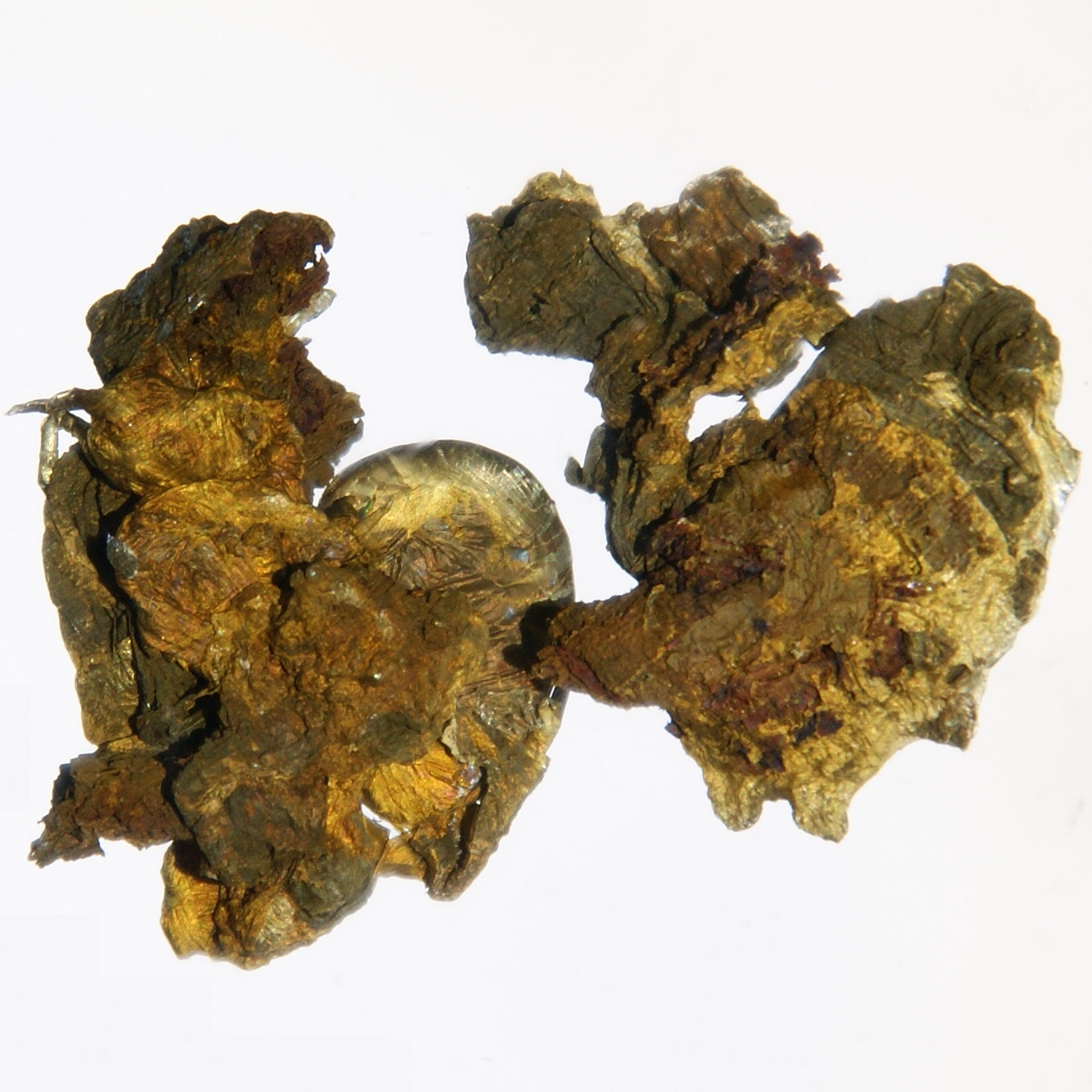
Pièce de cadmium oxydé, CdO brun jaune en surface.

La vapeur de cadmium décompose l'eau au rouge, produisant un dégagement de gaz dihydrogène et laissant CdO.
Cd vapeur + H2O vaporisé → H2 gaz + CdO poudre solide jaune brun
Le cadmium est soluble dans les acides forts concentrés et parfois dilués.
Réagissant avec les acides forts, il est facilement soluble dans l'acide nitrique fort et dilué, il reste peu soluble dans les acides chlorhydrique et sulfurique concentrés à moins de procéder à chaud. Le métal cadmium est dissous avec dégagement d'hydrogène dans les précédents acides décrits, mais aussi dans l'acide acétique, un acide faible.
Les sels de cadmium obtenus, incolores, parfois diversement hydratés, sont solubles dans l'eau. Placé sur une lame de zinc, un sel quelconque génère l'activation du couple redox suivant, qui explique le dépôt cristallin de cadmium métal.
Zn0 + Cd2+ → Zn2+ + Cd0métal avec Δε0 ≈ 0,36 V
Il est soluble dans les solutions aqueuses de nitrate d'ammonium et dans celles de l'acide sulfureux, sans dégagement de gaz hydrogène. Dans ce dernier cas, la dissolution donne un mélange de sulfite de cadmium soluble, et de sulfure de cadmium qui précipite.
Le cadmium réagit également directement avec les corps simples halogènes, sélénium, phosphore, etc.

### Métallurgie
La métallurgie du cadmium est intégrée à celle du zinc, du plomb ou plus rarement du cuivre. Dans tous les cas, une partie du cadmium est récupérée par filtration du gaz provenant du grillage.
Voici deux cas de récupération, la pyrométallurgie et l'hydrométallurgie du zinc :

#### Pyrométallurgie
Le cadmium est récupéré lors du raffinage du zinc. L'« éponge de cadmium » obtenue est raffinée thermiquement par fusion (à 450 °C) en présence de soude pour éliminer zinc et plomb sous forme de zincate et plombate puis par distillation à 770 °C.

#### Hydrométallurgie
Le cadmium est en solution (0,2 à 0,3 g de Cd/L) dans le bain d'électrolyse. Il est récupéré, après épuisement de Zn2+, par cémentation à l'aide de zinc. On obtient des boues bleues contenant au moins environ 6 % de cadmium et 15 % de cuivre.
Les autres poussières réutilisables sont enrichies à 7 à 10 %.
Boues et/ou poussières sont ensuite attaquées en milieu acide sulfurique. Les ions Cd2+ sous forme de CdSO4aq sont à nouveau réduits en métal par cémentation avec de la poussière de zinc. Le cadmium métallique cémente ou précipite.
Le cadmium se sépare du cément ou phase de cémentation qui contient différents sulfates et impuretés (Zn, As, Sb, Cu, Ni) par distillation ou vaporisation à 400 °C.

#### Procédé électrochimique pour obtenir le cadmium à 99,97%
Le raffinage a lieu par lixiviation ou lessivage à l'acide sulfurique avec des produits purifiés, venant du procédé électrolytique menant à la production de zinc. La solution est neutralisée, les impuretés essentielles comme le Pb, le Cu ou l'As sont précipitées.
L'électrolyse est conduite dans des petites unités, soit des récipients en matière plastique, avec des anodes en plomb et cathodes en aluminium, rotatives. La tension du bain est de l'ordre de 3,5 V avec une densité de courant de 200 A/m2. Les dépôts électrolytiques de cadmium sont retirés et fondus.

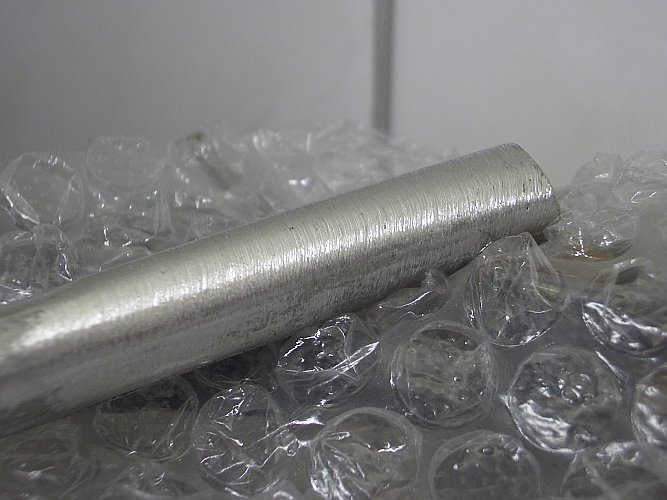
Tige épaisse de cadmium industrielle.

Le cadmium est commercialisé sous forme de tiges, plaques, barres, boules ou granules.

### Alliages
Il existe de nombreux alliages, notamment avec le Zn, Cu, Ag, Pb, Bi, Sn.
Les alliages avec le plomb, l'étain, l'argent sont très ductiles et malléables, alors que les alliages du cadmium avec l'or, le cuivre, le platine et autres platinoïdes sont cassants.
La présence de cadmium apporte des propriétés antifriction et souvent contribue à un abaissement du point de fusion. Ce métal est présent dans les alliages de friction, les alliages d'imprimerie, dans les alliages pour soudures et brasures, dans l'alliage de Wood, autrefois du type Cd2Pb2Sn4, excellent pour le moulage, etc.
Les alliages CdZn étaient utilisés pour la soudure d'aluminium.
Un alliage pour brasure typique, fondant à 615 °C, est Ag30Cu45Zn30Cd5. L'alliage Ag30Cu26Zn21Cd18 nettement plus cadmié et moins cuivré a même un point de fusion de l'ordre de 607 °C.
L'alliage or cadmium AuCd est un des premiers alliages à mémoire de forme connus. Rappelons qu'un faible apport de cadmium confère à l'or un éclat particulier.
L'amalgame HgCd est le matériau de la cathode de l'élément ou pile de Weston, en contact avec une solution de CdSO4 comme électrolyte.

## Chimie du cadmium, propriétés physiques et chimiques des corps composés et complexes

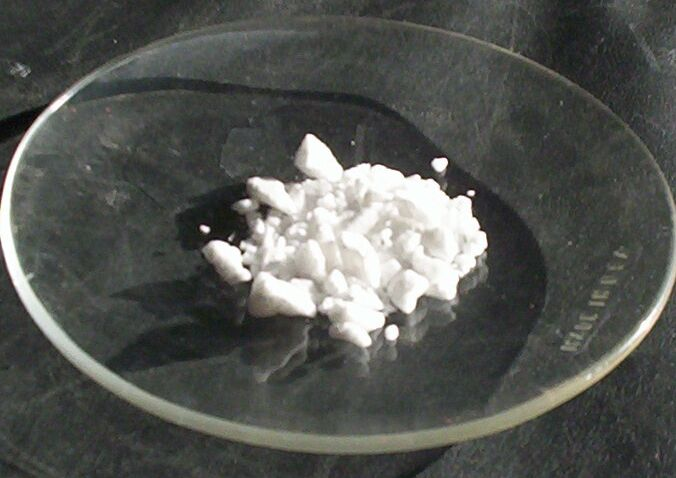
Hémipentahydrate de chlorure de cadmium.

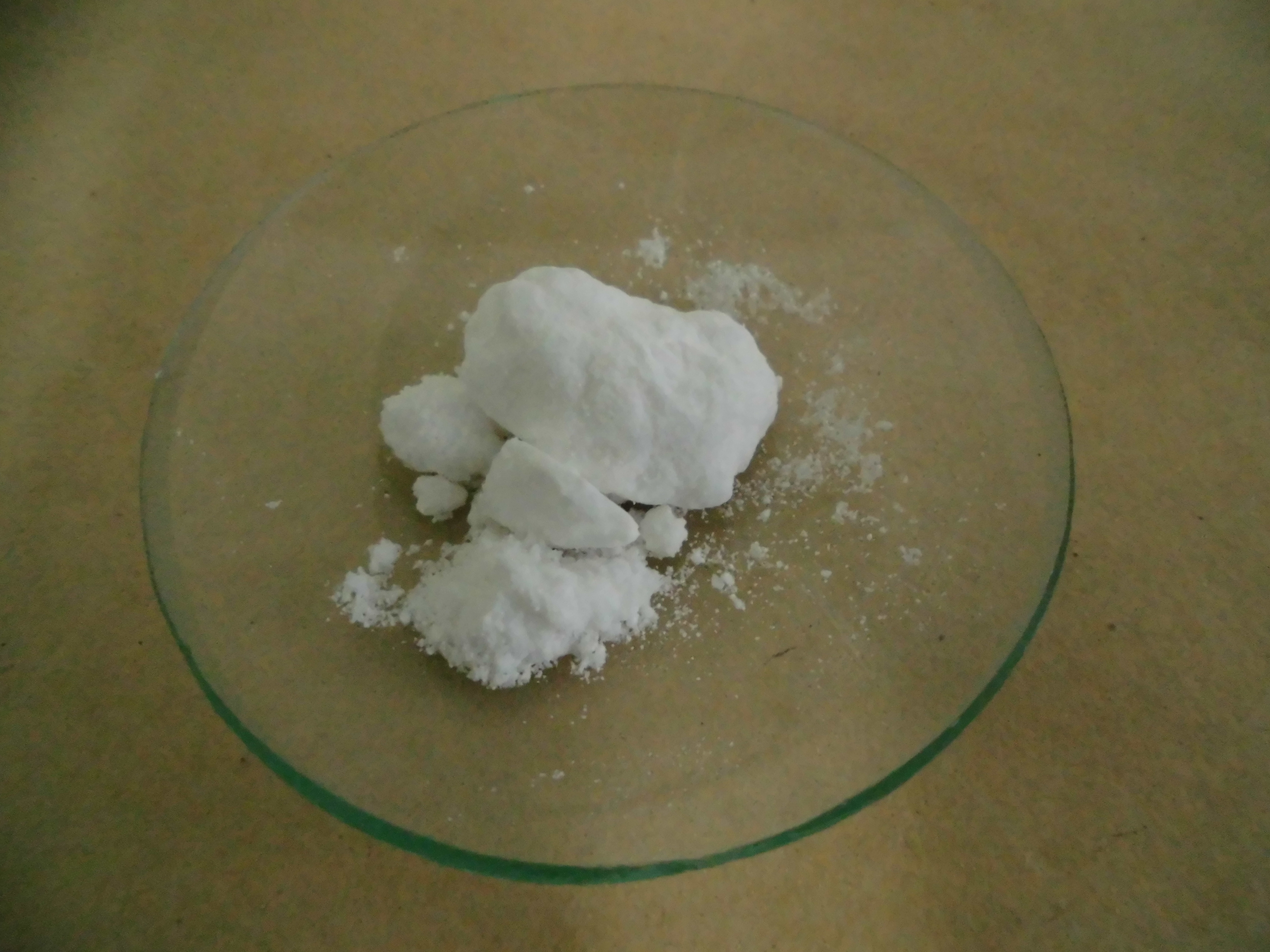
Sulfate de cadmium hydraté.

La chimie du cadmium est proche de celle du zinc, et dans une moindre mesure, du plomb. Le principal nombre d'oxydation est II.
Le cadmium monovalent reste assez rare, mais l'hydrure de cadmium (I), le tétrachloroaluminate de cadmium (I) ne sont pas confidentiels.
L'ion cadmium divalent est déplacé par le zinc métallique en solution : il est moins réactif que le zinc. Ainsi les solutions salines de cadmium II mises au contact de Zn0 ou Al0 relarguent le métal cadmium qui précipite.
Les sels de cadmium (II) sont moins hydratés que les sels de zinc. Les halogénures de cadmium sont aussi moins ionisables, et, mis à part le fluorure de cadmium à structure ionique, ils peuvent former plus facilement des complexes en solution.
La tendance des sels à former des complexes, souvent de coordination 4, est forte. Ainsi les anions ou cations complexes le plus souvent incolores Zn(Cl)42−, Zn(CN)42−, mais aussi Cd(NH3)62+, Cd(C2O4)22−, Cd(C4H4O6)22−, Cd(EDTA)2−, etc.
Le cadmium forme d'importants complexes avec le dithiocarbamate…
Les corps composés les mieux connus sont :

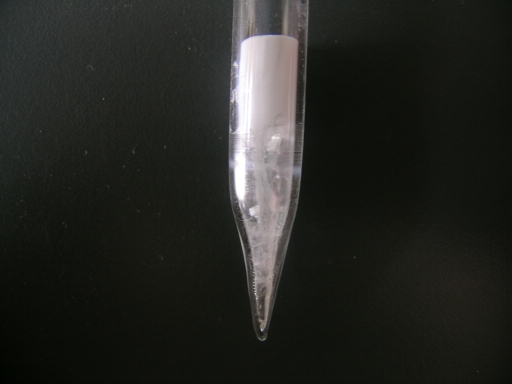
Monocristal de.

- hydrures

hydrure de cadmium I Cd2H2
hydrure de cadmium II CdH2
- fluorures

fluorure de cadmium (en) CdF2
- chlorures

chlorure de cadmium CdCl2
CdCl2. 5/2 H2O
chlorure de cadmium et de césium CdCsCl3
- bromures

bromure de cadmium CdBr2
CdBr2. 4 H2O
bromure de cadmium et de césium CdCsBr3
- iodures

iodure de cadmium CdI2
- oxydes

oxyde de cadmium CdO amorphe
oxyde de cadmium CdO cubique (naturel alias montéponite (de))
- hydroxydes

hydroxyde de cadmium Cd(OH)2 blanc gélatineux peu soluble en milieu aqueux (pKs ~ 14,4)
- sulfures

sulfure de cadmium CdS amorphe (artificiel)

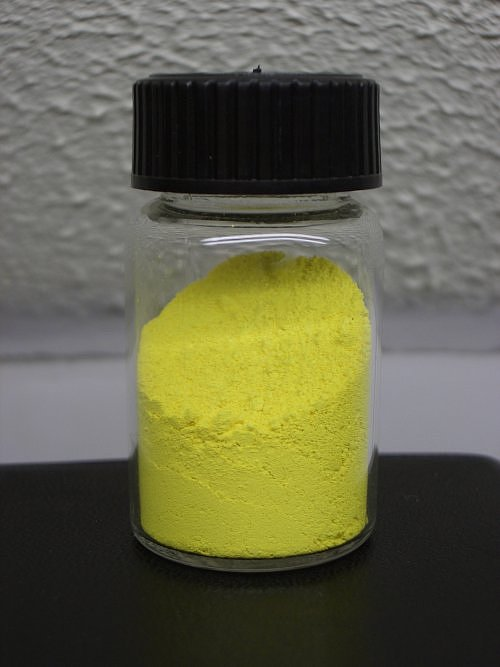
Sulfure de cadmium.

sulfure de cadmium CdS hexagonal (naturel alias greenockite, pKs ~ 26)
sulfure de cadmium CdS cubique (naturel alias hawleyite)
sulfure de cadmium et d'indium CdIn2S4 (naturel alias cadmoindite)

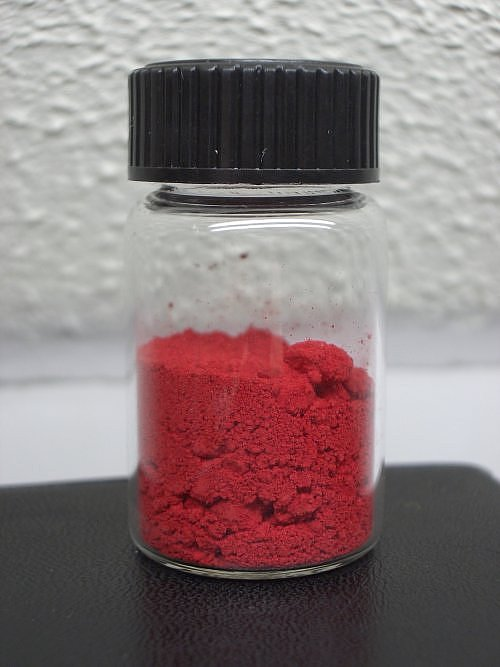
Sulfoséléniure de cadmium rougeâtre.

- séléniures

séléniure de cadmium CdSe (naturel alias cadmosélite (en))
- sélénio-sulfures

Cd2SSe ?
- tellurures

tellurure de cadmium CdTe
tellurure de mercure et de cadmium HgCdTe ou alliage mercatel
tellurure de cadmium et de zinc CdZnTe ou CZT
- nitrures

Cd3N2
- arséniures

Cd3As2
- phosphures

Cd3P2, CdP2, CdP2, Cd7P10, Cd6P7
- carbonates

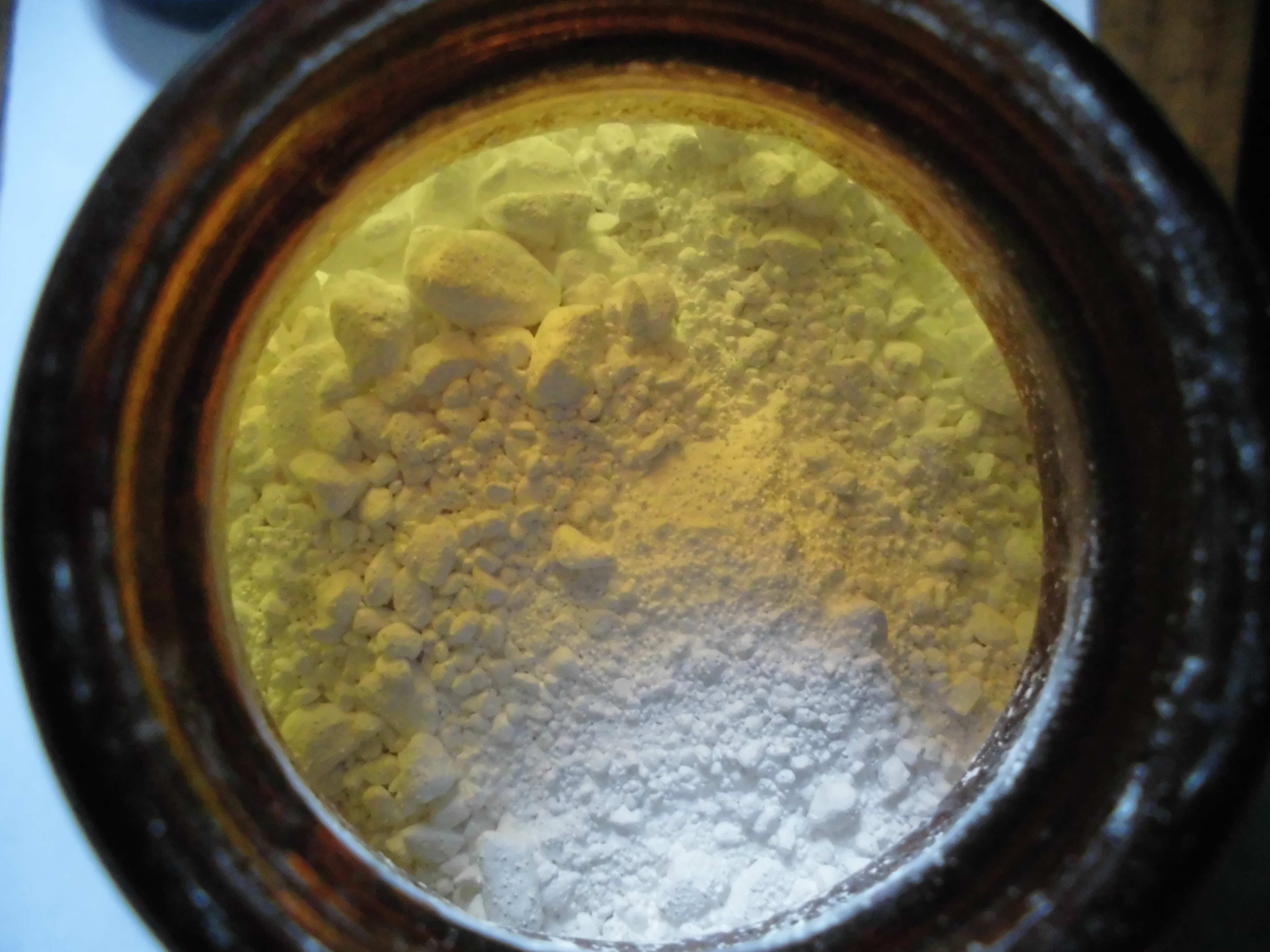
Carbonate de cadmium.

carbonate de cadmium CdCO3 (pKs ~ 11,3 ; corps naturel nommé otavite)
- iodates

iodate de cadmium (de) Cd(IO3)2 (pKs ~ 7,6)
- sulfates

sulfate de cadmium CdSO4 orthorhombique
sulfate de cadmium hydraté CdSO4. 4 H2O monoclinique
sulfate de cadmium hydraté CdSO4. 7 H2O monoclinique
sulfate de cadmium hydraté 3 CdSO4. 8 H2O
sulfate double de cadmium et d'ammonium
sulfate double de cadmium et de potassium
sulfate double de cadmium et de magnésium
- hydroxysulfates

hydroxysulfate de cuivre et de cadmium hydraté Cu4Cd(SO4)2(OH)6. 4 H2O (corps naturel verdâtre nommé nidermayrite)
- séléniates

CdSeO4
- nitrates

nitrate de cadmium Cd(NO3)2
nitrate de cadmium hydraté Cd(NO3)2. 4 H2O
- arséniates

arséniate de cadmium Cd3(AsO4)2 très peu soluble (pKs ~ 32,4)
arséniate de cuivre (II), de zinc (II) et de cadmium (II) hydraté Cu3Zn2Cd2(AsO4)6. 2 H2O (corps naturel bleuté nommé keyite (en))
chloroarséniate de plomb et de cadmium Pb4Cd(AlO4)6. Cl3 (corps naturel bleuté nommé vanckerite)
etc.
- borates

borate de cadmium Cd(BO2)2 (corps fluorescent et phosphorescent, pKs ~ 8,6))
tétrafluoroborate de cadmium Cd(BF4)2
- aluminates

tétrachloroaluminate de cadmium (I) Cd2(AlCl4)2
- chromates

chromate de cadmium (en) CdCrO4
dichromate de cadmium Cd2Cr2O7
- phosphates

phosphate de cadmium (de) Cd3(PO4)2 (pKs ~ 32,6)
- silicates

silicate de cadmium (corps fluorescent et phosphorescent)
- molybdates de cadmium

Cd(MoO4) (pKs ~ 7,2)
- tungstates

tungstate de cadmium CdWO4
- thiocyanates

thiocyanate de cadmium Cd(SCN)2
mercurithiocyanate de cadmium CdHg(SCN)4
- formiates

formiate de cadmium Cd(HCO2)2
- acétates

acétate de cadmium Cd(OCOCH3)2
acétate de cadmium hydraté Cd(OCOCH3)2. 2 H2O
- oxalates de cadmium

oxalate de cadmium (zh) Cd(C2O4) (pKs ~ 7,8)
- carboxylates à longues chaînes

carboxylate de cadmium Cd(RCO2)2 dont le Stéarate de cadmium (en) Cd(C18H32CO2)2
pyridine-2 carboxylate de cadmium
polymères monodirectionnels avec fonction carboxylate de cadmium…
- cyanures

cyanure de cadmium (en) Cd(CN)2
ferrocyanure de cadmium Cd2Fe(CN)6 (pKs ~ 15)
- amides

amide de cadmium (de) Cd(NH2)2
- thiocarboxylates
- composés organo-cadmien
- cristaux liquides

## Détection du cadmium par mesures analytiques physiques
Il existe une dizaine de mesures physiques par spectrométrie, précises jusqu'à parfois quelques ppb.
L'analyse chimique traditionnelle passe par exemple par la gravimétrie ou pesée après précipitation en milieu H2S du sulfure de cadmium CdS.

## Utilisations et applications du corps simple, des alliages et des composés
Le cadmium a de multiples utilisations : pour le cadmiage ou plaquage protecteur de cadmium sur des métaux ou alliages potentiellement oxydables, en galvanoplastie, pour les soudures spéciales (circuit électriques ou électroniques, alliages à températures de fusion basse…), en électrochimie (fabrication de cathode type pour accumulateur au cadmium et/ou au plomb, pour batteries rechargeables nickel cadmium) mais aussi notamment dans les écrans de télévision, les barres de contrôles des réacteurs ou piles nucléaires, les colorants (émail, glaçure rouge-orange en céramique), etc.

### Alliages fusibles, déformables…
Il entre dans la composition de nombreux alliages à bas point de fusion (soudures, brasures).
Les alliages à bas point de fusion sont fabriqués par exemple pour les brasures de conducteurs électriques (Ag 50 %, Cd 18 %, Zn 16 %, Cu 15 %) et pour fusibles (Bi 50 %, Pb 27 %, Sn 13 %, Cd 10 %, fond à 70 °C) ; d'autres alliages à bas point de fusion sont utilisés dans le système de protection incendie, comme les systèmes Sprinkler.
Certains alliages de cadmium avec l'or font partie de la famille des métaux « intelligents » (à mémoire de forme) et servent donc à fabriquer des lunettes incassables, des tuyaux dans les centrales nucléaires…

### Accumulateurs
Il sert à la fabrication de certaines batteries d'accumulateurs (« piles rechargeables »), du type nickel cadmium Ni/Cd, HgO/Cd, ou encore ONi(OH)/Cd et Ag2O /Cd.
Les accumulateurs électriques comme les « piles » rechargeables Ni-Cd, peuvent se caractériser par la matière constituant l'électrode positive, un mélange pulvérulent d'hydroxyde de nickel et de graphite et celle constituant l'électrode négative à base de cadmium avec 20 à 25 % de fer. Les matières actives sont placées dans des pochettes en acier nickelé perforées (trous de 0,1 mm) de 10 mm de large. L'électrolyte est une solution aqueuse de KOH : 6  à   8 moles/litre. Voici l'équation-type dans le sens de la décharge (et inversement de la recharge)
Cd corps simple métal à l'anode + 2 NiO(OH)aqueux fortement basique + 2 H2O → Cd(OH)2 aqueux fortement basique + 2 Ni(OH)2 hydroxyde de nickel de la cathode
Il existe un « effet mémoire » au niveau des électrodes, ce qui impose une discipline minimale de charge et de décharge.
Quoique supplantés actuellement par des dispositifs de type Lithium-ion ou nickel-hydrure de métal Ni-MH, les accumulateurs Ni-Cd restent employés, malgré leur effet mémoire, dans les applications où la résistance interne doit rester faible (appels de courant important) : moteurs électriques, talkies-walkies, etc. 
 En 1992, la production d'accumulateurs Ni-Cd était de 1,3 milliard d'unités dont 60 % par des producteurs japonais et 15 % par des français ; le cadmium est ainsi également utilisé dans la collecte de l'énergie solaire.

### Revêtements (métal, pigments de peinture), colorants et/ou stabilisants
Mais ses principales utilisations en masse restent celles de ses composés qui concernent les revêtements anticorrosion (appliqué en couche mince sur l'acier par cadmiage, le cadmium protège contre la corrosion, en particulier saline) ou encore la fabrication de pigments stables de couleurs (jaune et rouge). Le cadmiage se justifie par le fait que le cadmium est inaltérable à l'air et a un bon comportement en milieu marin. Le cadmiage est effectué par électrolyse. Utilisé, en particulier pour protéger les rivets d'assemblage en aéronautique.
Les pigments de cadmium sont essentiellement à base de sulfure de cadmium et parfois de sulfure de zinc. Ce sont des cristaux mixtes de CdS jaune et ZnS blanc, associé à CdSe rouge, ce qui explique Cd(S,Se) de couleur orange par mélange. Ces mélanges de corps purs facilement dispersables présentent une bonne résistance à la lumière et aux UV, à la chaleur et aux intempéries et ont été utilisés à grande échelle dans les peintures (couleur jaune des taxis de New-York), dans les matières plastiques (casques, verres, céramiques…). 
 Van Gogh utilisait du CdS pour faire le jaune de ses tournesols.
Ainsi le jaune 35 ou le jaune 37 à base de mélange précis de ZnS et CdS, l'orange 20 à base de Cd(S,Se), le rouge 108 x CdS.y CdSe ont été des colorants usuels des matières plastiques, type polyoléfines et polystyrèniques, des années 1960 et 1970. Mais le cadmium a été reconnu progressivement par les autorités comme un métal lourd, hautement toxique, par lui-même et ses composés, libérables des peintures, plastiques et mélanges de polymères, par décomposition thermique ou lente dégradation. D'où le déclin de cette gamme de pigments minéraux, amorcé à partir des années 1990.
Des composés de cadmium, comme les carboxylates de cadmium ou parfois le sulfure de cadmium, peuvent être utilisés comme stabilisateurs ou stabilisants, avec d'autres composés métalliques à base de Zn, Ba, Sr de matériaux polymères communs, comme le PVC. Des composés obtenus avec des organo-cadmiens pouvaient être employés comme agent de moulage ou pour stabiliser le PVC.
La Communauté européenne a adopté une directive limitant l'utilisation des pigments de cadmium aux seuls cas où ils ne peuvent être remplacés (polymères).

### Divers
Les autres usages de l'élément sont :
- l'absorption de neutrons : la section efficace du cadmium pour l'absorption des neutrons thermiques étant particulièrement élevée, avec une section de capture de l'ordre de 2 400 barn pour le mélange d'isotope, le cadmium sert à éviter l'emballement de la réaction de fission, il est employé pour la réalisation de barres de contrôle dans les réacteurs nucléaires, et est utilisé en tant que protection biologique vis-à-vis de sources de neutrons ;
- l'éponge de cadmium est un mélange de cadmium et de sulfate de zinc obtenu généralement par la réaction entre du zinc et du sulfate de cadmium ; elle peut servir en catalyse hétérogène.

## Toxicité et écotoxicité, toxicologie du cadmium
Depuis l'ère industrielle, le cadmium contamine l'environnement et s'y accumule. Il contamine notamment les sources alimentaires des carnivores et des consommateurs de certains légumes racines, chez l'animal comme chez l'Homme. Le cadmium s'accumule alors dans l'organisme où il a en excès des effets négatifs, notamment sur le système osseux qu'il détériore progressivement de diverses manières.
En France, la Conférence nationale des unions régionales des professionnels de santé-médecins libéraux (URPS-ML) le considère comme une "bombe sanitaire".

### Enjeu sanitaire
L'élément cadmium est très toxique, comme l'avait pressenti Friedrich Stromeyer, aussi toxique que le plomb et le mercure. Par ingestion de produits solubilisés par l'organisme ou par inhalation via les alvéoles des bronches, il passe dans le sang, s'accumule dans le foie tout en provoquant des troubles rénaux graves. Il forme des composés métalliques avec l'urée, qui joue le rôle d'un complexant.
Les fumées d'oxydes de cadmium ont un potentiel de dangerosité équivalent à celui du phosgène. L'inhalation à faible concentration provoque une fièvre persistante, connue sous l'appellation de « fièvre des fonderies », « fièvre des fondeurs » ou encore « fièvre des métaux ». L'inhalation à haute concentration entraîne un œdème du poumon. La limite autorisée sur le lieu de travail est fixée à 0,004 mg de CdO par m3.
Le cadmium a un cation bivalent de rayon ionique très proche de celui du calcium. Ainsi, comme le strontium, le cadmium interagit avec le calcium des os. Du fait de sa forte et longue rétention dans les organismes vivants, il peut se substituer facilement au calcium dans le cristal osseux et en modifie les propriétés mécaniques. Ainsi le cadmium en excès présent dans l'organisme cause une porosité osseuse, une déformation des os, des fractures multiples, un ratatinement progressif du corps, impossible à réparer ou à soigner comme le prouvent les derniers stades de la maladie « Itai-itai » décrite en 1955 par le corps médical nippon. La maladie se dénomme simplement par le cri répété de douleur des patients, souffrant de terribles souffrances aux articulations, avant d'agoniser par atrophie osseuse et paralysie complète.
Les déversements volontaires ou accidentels de matière cadmiée dans les rivières ont des effets désastreux sur la faune aquatique. Une pollution même modeste entraîne la mortalité aiguë d'une multitude de poissons. Mais la dispersion de boues contenant des métaux lourds (plomb, mercure et cadmium) explique que l'élément cadmium se retrouve, plus qu'à l'état de traces insignifiantes, dans les filières alimentaires (riz, chocolat…). Les huîtres peuvent contenir dans les eaux les moins polluées une quantité de cadmium minimale de l'ordre de 0,05 mg/kg de matière sèche. Mais dans les eaux de mer en partie cadmiées, elles peuvent en contenir jusqu'à 5 mg/kg, sans dépérir du fait de la présence plus importante en zinc.
Il est aisé de comprendre que le recyclage maîtrisé du métal et surtout de ses sels (souvent oubliés), l'épuration soignée des eaux usées et des gaz de rejets sont un impératif pour l'environnement.

### Maladies et effets sur la santé
Les effets du cadmium ne se limitent pas au système osseux. Différentes maladies sont connues: maladie professionnelle du Cadmium, Cancer bronchique provoqué par le cadmium, Intoxication au cadmium, vulnérabilité spécifiques des équidés, Fièvre des métaux, Maladie Itai-itai.
Pour lutter contre ces effets, le législateur européen a prévue la Directive RoHS.

### Imprégnation de la population
Elle varie selon de nombreux paramètres, environnementaux notamment, et dans l'urine il tend à augmenter avec l'âge et à diminuer avec l’IMC (Indice de masse corporelle).
En 2018 en France, le « Volet périnatal » du programme national de biosurveillance a publié une évaluation de l'imprégnation des femmes enceintes notamment par le cadmium (et d'autres métaux et quelques polluants organiques) à l'occasion du suivi d'une cohorte de 4 145 femmes enceintes (« Cohorte Elfe ». Cette cohorte comprend des femmes qui ont accouché en France en 2011 hors Corse et TOM). Le dosage urinaire de 990 femmes enceintes arrivant à la maternité a révélé du cadmium dans 88 % des échantillons d’urine analysées (moyenne géométrique : 0,12 μg/L, avec 0,17 μg/g de créatinine, soit un niveau proche des moyennes trouvées chez la femme enceinte aux États-Unis de 2003 à 2010).
Pour ces 990 femmes enceintes, une cadmiurie (teneur des urines en cadmium) dépassant le seuil HBM-II 1 de 4 μg/L augmentait avec l’âge des mères et diminuait avec l’IMC et le niveau d’étude. L'imprégnation est également globalement plus élevée chez les gros consommateurs de légumes racines (poireau, carotte, oignon, etc.) mais pas comme on aurait pu s'y attendre d'après la littérature chez les consommatrices de pomme de terre ou de poisson.
Il est difficile de déduire les effets de ces indices d'imprégnation des mères par le cadmium sur l'embryon, en raison d'effet potentiels de la grossesse sur l’excrétion urinaire du cadmium (littérature est contradictoire sur ce point) et en raison des recommandations de diminution ou arrêt du tabagisme lors de la grossesse.

### Toxicité
Les analyses faites sur les ossements préhistoriques et des époques successives montrent que les humains se sont fortement contaminés par le cadmium à partir de la révolution industrielle.
L'être humain peut par exemple se contaminer via le tabagisme, certains engrais naturellement riches en cadmium, des sources industrielles, certains fruits de mer et la cuisson dans des récipients libérant de faibles doses de cadmium.
Des études entreprises surtout dès les années 1980 ont confirmé les effets négatifs du cadmium sur l'organisme (système rénal notamment) et son statut de cancérigène ; il augmente la tension et est source de troubles musculo-squelettiques entraînant une déformation lente et importante du corps chez l'homme, notamment l'embryon qui peut être contaminé via le placenta chez les femmes enceintes exposées à un milieu faiblement contaminé. Son inhalation est également dangereuse.
La Commission allemande de biosurveillance a retenu comme valeur seuil HBM-IIHBM-II 4 μg/L (dans l'urine) car au-dessus de ce taux, les connaissances scientifiques disponibles montrent un risque accru d’effets défavorables sur la santé pour les individus sensibles au sein de la population générale.
Il a été récemment proposé par des praticiens hospitaliers d'ajouter un profil métallique au bilan de santé individuel.

### Écotoxicité
Cet élément est toxique à faibles doses pour de nombreuses espèces animales et végétales, aquatiques et terrestres.
Par exemple :
- il peut fortement déformer le squelette du vairon (à la suite de fractures spontanées de vertèbres, souvent à proximité de la queue) dès l'exposition à 7,5 μg de cadmium/L, dose 5 200 fois moins importante que la LC50 pour 96 h, et qui est proche des taux de cadmium des cours d'eau pollués des régions baltes où a eu lieu cette étude[28] ;
- il est nocif pour les cellules végétales et à plus forte dose pour la plupart des végétaux[29]. Par exemple il diminue la hauteur et le poids du maïs qui s'y montre nettement plus sensible qu'au plomb (le maïs absorbe plus facilement le cadmium que le plomb) ;
- il inhibe la germination du pollen des gymnospermes, ainsi que la croissance des tubes polliniques, pour des raisons physiologiques encore mal comprises[29] ;
- il modifie également la morphologie des tubes polliniques d'une manière dose-dépendante. L'endocytose est fortement inhibée chez les plantes contaminées par du cadmium, avec un nombre d'appareils de Golgi réduit, et une formation anormale d'organites acides dans les tubes polliniques[29]. Les pollens de P. wilsonii se montrent par exemple très vulnérables au cadmium, qui inhibe fortement la germination des pollens et la croissance des tubes en perturbant les organites endomembranaires, en inhibant les endocytoses et les exocytoses et en formant des vacuoles acides, entraînant un gonflement des tubes polliniques et des diamètres irrégulièrement élargis de ces tubes[29] ;
- au Japon, au début des années 1950 un usage massif de fertilisants riches en cadmium, dans des sols par ailleurs très pauvres (sableux, acides et fortement déficitaires en zinc et en calcium), expliquent les teneurs inédites du riz produit par les rizières locales et le soja cultivé dans ces champs, soit respectivement 0,37 et 3,36 mg/kg sec[30]. C'est l'une des causes cachées de la maladie Itai-itai, après que les autorités agricoles aient imposé aux nombreux paysans pauvres et parfois affamés, du moins souvent carencés en Zn, une « pseudo-modernisation » impérative de leurs pratiques ancestrales[29] ;
- Le cadmium a été identifié comme un polluant chimique associé à un avortement toxique chez des animaux[31].

Le rejet et la dispersion anciens ou récents de cadmium (pigments, charge…) ou la contamination d'eaux pluviales par du cadmium en tant que contaminant fréquent des zingueries anciennes peut être une cause de pollution environnementale diffuse.
Face à ces risques et à d'autres contaminations environnementales, les piles NiMH moins polluantes et moins dangereuses pour la santé ont remplacé à partir de 2008 les piles NiCd au sein de l'Union européenne. Les piles NiMH ont en outre été remplacées par des accumulateurs lithium-ion dans la quasi-totalité des appareils nomades.
En Australie méridionale, dans les années 1970, les agronomes observant les terres sèches, soumises à de fréquentes remontées d'eaux salines, craignaient à terme le remplacement cationique partiel, mais catastrophique pour la qualité des cultures, du magnésium par le zinc, et du calcium par le cadmium. Mais ils ont aussi compris le rôle capital du zinc qui entrave l'action toxique du cadmium, réduit ou empêche sa fixation, en prenant la bonne place sur les sites de protéines. En milieu marin ou terrestre, une teneur en zinc plus élevée, paradoxalement toxique pour certains organismes vivants, réduit la toxicité du cadmium et surtout son entrée souvent irréversible dans l'organisme. Aussi une prime alimentation à haute teneur en cadmium, avec un déficit grave en zinc et en calcium, est bien cause de catastrophe dans la chaîne trophique.
Il est impératif de proscrire le cadmium des fertilisants, et accepter des teneurs modestes de zinc, d'autant plus que l'irrigation peut parfois utiliser des eaux plus ou moins salines sur des sols pauvres et acides. Les bons sols argileux, riches en complexes argilo-humiques, ou des sols bien amendés, à pH plus élevés, sont beaucoup moins sensibles à cette pollution.

### Détoxication
La toxicité du cadmium pour les organismes vivants est liée au fait qu'il déplace des ions métalliques essentiels dans les macromolécules.
Tous les systèmes intracellulaires de détoxification connus reposent sur des protéines aux sites riches en soufre, sites dont on pensait qu'ils peuvent toujours aussi capter d'autres métaux lourds.
Liu et al. ont récemment (2019) montré que la bactérie Pseudomonas putida (en) peut ainsi inerter le cadmium qui la pénètre, mais via une protéine cette fois spécifique du cadmium, dite CadR (qui répond sélectivement au cadmium) ; elle se lie à l'ADN et régule positivement sa transcription d'autres protéines de détoxification du cadmium. Cette sélectivité serait liée aux types de sites de liaison : le cadmium est d'abord capté par un site riche en cystéine, et par un autre site, riche cette fois en histidine, via une double liaison qui emprisonne le cadmium.

### Pollution par le cadmium
Elle est en forte diminution dans les mers depuis les années 1980, mais les taux restent localement préoccupants, notamment dans les coquillages et organismes du haut de la chaîne alimentaire. En Europe, la Belgique centre est particulièrement touchée, ainsi que les ex-pays de l'Est.
En Chine, le cadmium serait présent dans une partie importante de la production de riz.
Les origines de la pollution par le cadmium sont multiples, avec notamment :
- Agricole
  - Engrais phosphatés
  - Eau
  - « Redéposition » des poussières
  - Boues d'épandage

L'apport des engrais phosphatés est de 2 à 6 g de Cd/ha et par an, soit en France, 82 t/an. Dans la chaîne alimentaire, le cadmium se concentre principalement dans les feuilles des plantes (salades, choux mais aussi tabac).
- Atmosphérique
  - Combustion de produits pétroliers
  - Raffinage de Zn
  - Incinération des ordures ménagères
  - Combustion du charbon
  - Sidérurgie
  - Production d'accumulateurs

La teneur de Cd dans l'air varie de 1 ng/m3 en zone rurale, à 20 ng/m3 en zone industrielle et 30 µg/m3 près de l'Etna.
- Aquatique
  - Sidérurgie, métallurgie
  - Cadmiage
  - Fabrication des engrais phosphatés
  - Raffinage de Zn
  - Fabrication de pigments

Le risque lié au cadmium des engrais phosphorés en Europe commence à être pris en compte. En Europe, la Commission a publié plusieurs textes et décisions concernant les dispositions nationales relatives à la teneur maximum admissible en cadmium des engrais,.

## Réglementation
Le cadmium est limité ou interdit pour certains usages. Il fait partie des métaux devant être contrôlés dans l'eau potable (dans la plupart des pays).
En Europe, depuis le 1er juillet 2006, la directive RoHS (« Restriction of the use of certain Hazardous Substances in electrical and electronic equipment ») limite son usage dans certains produits commercialisés en Europe (dont éclairage et électronique, hors batteries). Les autres matériaux concernés sont le plomb, le mercure, le chrome hexavalent, les polybromobiphényles (PBB), les polybromodiphényléthers (PBDE), ces derniers sont limités à 0,1 % du poids de matériau homogène, mais la limite imposée pour le cadmium est 10 fois plus basse que pour ces derniers produits 0,01 %. Remarque : cette directive pourra être élargie à d'autres produits et à d'autres toxiques.

## Production et économie
La production mondiale de cadmium corps simple métallique avoisine 18 000 t/an au début des années 1990. Les principaux usages économiques dans le monde concernaient le cadmiage (près du tiers), la préparation de pigment et de stabilisants pour matières plastiques (environ un quart pour chacun), l'usage dans les accumulateurs (environ 15 %) et les alliages (3 à 4 %).
La croissance mondiale et généralisée des piles et accumulateurs électrochimiques a bouleversé la répartition des emplois du cadmium.
| Zone géographique | Année | Tonnes |
| ----------------- | ----- | ------ |
| Monde             | 1994  | 18 882 |
| Canada            | 1994  | 2 129  |
| Chine             | 1994  | 1 300  |
| Belgique          | 1994  | 1 557  |
| Mexique           | 1994  | 1 255  |
| ex-URSS           | 1994  | 1 407  |
| Allemagne         | 1994  | 1 145  |
| Monde occidental  | 1996  | 12 708 |
| Europe            | 1996  | 5 633  |
| Japon             | 1996  | 2 357  |
| États-Unis        | 1996  | 1 238  |

Environ 10 à 15 % de la production mondiale du cadmium se fait à partir de matériaux recyclés.
Le tableau ci-contre donne les productions annuelles de différents pays.

### Recyclage
Il est réalisé principalement à partir des accumulateurs Ni-Cd et des soudures.
Il est à noter qu’en France par exemple, près de la moitié des besoins en cadmium provient du recyclage (environ mille tonnes de cadmium recyclé par an).

### Consommation
| Monde occidental | 1996 | 13 803 |
| Europe           | 1996 | 5 329  |
| Monde            | 1994 | 16 780 |
| Japon            | 1994 | 6 527  |
| Belgique         | 1994 | 2 944  |
| France           | 1994 | 1 860  |
| États-Unis       | 1994 | 1 700  |
| ex-URSS          | 1994 | 900    |
| Allemagne        | 1994 | 850    |
| Royaume-Uni      | 1994 | 664    |
| Chine            | 1994 | 600    |

Le tableau ci-contre montre les consommations par pays par année (en tonne).
Le tableau ci-dessous montre l’importance de la consommation par secteur d'utilisation dans le monde occidental (en %).
| Année              | 1996 | 1980 |
| ------------------ | ---- | ---- |
| Batteries Cd-Ni    | 70 % | 30 % |
| Pigments           | 13 % | 25 % |
| Galvanoplastie     | 8 %  | 25 % |
| Stabilisant        | 7 %  | 15 % |
| Alliages et divers | 2 %  | 5 %  |

### Commerce
En 2014, la France est exportatrice nette de cadmium, d'après les douanes françaises. Le prix moyen à la tonne à l'export était de 8 300 €.

#### Physique/Chimie
- Barbe (cristallographie)
- Cadmium natif
- catalyseur métal Cd ou ZnCd : synthèse de l'acétate de vinyle
- Isotopes du cadmium
- Jaune de cadmium ou sulfure de cadmium
- Organocadmien
- Éléments traces métalliques
- Métal de Wood
- Spéciation chimique du Cd
- Rouge de cadmium ou sélénio-sulfure de cadmium
- Sulfure de cadmium Photoconducteur (pigment jaune de cadmium)
- Tellurure de cadmium semi-conducteur en couche mince pour la capture solaire photovoltaïque
- Tellurure de mercure-cadmium ou alliage mercatel, Photodétecteur infrarouge
- Tréhalase
- Tungstate de cadmium, comme scintillateur inorganique et catalyseur en chimie organique.

#### Technologie/Industrie
- Accumulateur électrique Nickel-cadmium, technologie à effet mémoire
- Cadmiage
- Cémentation (hydrométallurgie)

#### Ecotoxicologie
- Métallothionéine
- Phytochélatine

- Plante tolérante au Cd, Pb, Zn : Noccaea caerulescens, Ceratophyllum demersum, Bacopa monnieri, Élodée de Nuttall, bryophytes, bryophyte aquatique, Hépatique à large thalle, Saule des vanniers, Pensée calaminaire, Cacaoyer, etc.
- Sols pollués, Phytostabilisation
- Stratégie de détoxification : au niveau du Trichome, par les Tubifex, par les cloportes rugueux et les escargots, par les molécules Glutathion ou dithiocarbamate (chélation), polymères spécifiques des boues activées